# Comuna Jahnivka, Tîvriv
Jahnivka (în ucraineană Жахнівка) este o comună în raionul Tîvriv, regiunea Vinnița, Ucraina, formată din satele Ivonivți, Jahnivka (reședința) și Onîtkivți.

## Demografie
Componența lingvistică a satului Jahnivka
     Ucraineană (95,09%)
     Rusă (1,96%)
     Română (1,35%)
Conform recensământului din 2001, majoritatea populației satului Jahnivka era vorbitoare de ucraineană (95,09%), existând în minoritate și vorbitori de rusă (1,96%) și română (1,35%).